# Grenadaduif
De grenadaduif (Leptotila wellsi) is een vogel uit de familie Columbidae (duiven). De vogel werd in 1884 door de Amerikaanse vogelkundige George Newbold Lawrence geldig beschreven. Het is een ernstig bedreigde, endemische vogelsoort op Grenada (Kleine Antillen).

## Kenmerken
Deze duif is gemiddeld 31 cm lang. Het is een dikke duif, bruin van boven en licht bijna wit van onder. Deze duif lijkt op de geoorde treurduif (Zenaida auriculata) maar de grenadaduif heeft een licht oog en is groter en heeft wit op de staart.

## Verspreiding en leefgebied
Deze soort is endemisch op Grenada. Het leefgebied is een bepaald type droog bos in de kuststreek dat bestaat uit afwisselend hoge bomen met kroonsluiting en stukken met alleen drie tot zes meter hoog struikgewas.

## Status
De grenadaduif heeft een zeer klein verspreidingsgebied en daardoor is de kans op uitsterven aanwezig. De grootte van de populatie werd in 2018 door BirdLife International geschat op 110 individuen en de populatie-aantallen nemen af. In de periode 1987 tot 1990 nam de populatie met 50% af. Door ontbossingen voor de productie van houtskool en de aanleg van plantages en voor huizenbouw, verdween al veel leefgebied. In 1998 waren er nog 100 exemplaren. Echter, tot 2004 herstelde de populatie zich tot 182 vogels. Vervolgens kwam in 2004 de verwoesting van leefgebied door de orkaan Ivan. Om al deze redenen staat deze soort als ernstig bedreigd (kritiek) op de Rode Lijst van de IUCN.